# David Gaudu
David Gaudu (Landivisiau, Bretanha, a 10 de outubro de 1996) é um ciclista profissional francês que atualmente corre para a equipa Groupama-FDJ.

## Palmarés
- 2016
  - Corrida da Paz sub-23, mais 1 etapa
  - Tour de l'Avenir, mais 1 etapa

- 2017
  - 1 etapa do Tour de l'Ain[1]

- 2019
  - 1 etapa do Volta à Romandia

- 2020
  - 2 etapas da Volta a Espanha

- 2021
  - Faun-Ardèche Classic
  - 1 etapa da Volta ao País Basco
  - 1 etapa do Volta ao Luxemburgo

## Resultados em Grandes Voltas e Campeonatos do Mundo
| Corrida            | Corrida            | 2017 | 2018 | 2019 | 2020 | 2021 |
| ------------------ | ------------------ | ---- | ---- | ---- | ---- | ---- |
|                    | Giro d'Italia      | —    | —    | —    | —    | —    |
|                    | Tour de France     | —    | 34.º | 13.º | Ab.  | 11.º |
|                    | Volta a Espanha    | —    | —    | —    | 8.º  | —    |
| Mundial em Estrada | Mundial em Estrada | —    | —    | —    | —    | —    |

—: não participa

Ab.: abandono

### Classificações anuais
| Ranking                      | 2016  | 2017  | 2018  | 2019  |
| ---------------------------- | ----- | ----- | ----- | ----- |
| UCI WorldTour                | -     | 176.º | 157.º | X     |
| UCI Individual World Ranking | 282.º | 135.º | 242.º | 65.º* |

## Equipas
- FDJ stagiaire (2016)
- FDJ (2017-)
  - FDJ (2017-2018)
  - Groupama-FDJ (2018-)